# Риба-качечка європейська
Риба-качечка європейська або риба-присосок європейська (Lepadogaster lepadogaster) — риба родини Присоскоперові (Gobiesocidae).

## Розповсюдження
Розповсюджена у Східній Атлантиці від Дакару до Північно-Західної Франції, також у Чорному та Середземному морях. В Україні спостерігалася біля берегів Криму та у районі острова Зміїний.

## Будова
Довжина тіла до 8 см. Тіло довгасте, помірної висоти, дещо розширене у боки. Хвостове стебло зазвичай коротке, стиснене з боків. Голова видовжена, приплюснута зверху, широка. Рило за формою на зразок качиного дзьоба, малої ширини. Біля передніх носових отворів по одному довгому виросту, задні носові отвори витягнуті у вигляді коротких трубочок. Рот і щелепи помірної величини. Зуби дрібні, спереду зібрані пучком, з боків крупніші, в один ряд. На череві є присосок. Забарвлення кармінове або пурпурно-червоне, іноді коричневе або зеленкувате, темніше на спині й світліше на череві. Між очима 2-3 жовті з темною торочкою, смужки, на потилиці дві овальні плями, оточені двома світлішими кільцями.

## Спосіб життя та розмноження
Морська донна риба. Живе у частинах моря з солоністю 16-19‰, не поширюючись в опріснені річковими водами ділянки. Мешкає дуже близько до берега, майже до урізу води, часто у смузі прибою, зазвичай на кам'янистих ґрунтах. Мігрує дуже обмежено, недалеко (біля Кара-Дагу знаходиться частіше у червні, рідше у травні та квітні, майже відсутня в інші місяці). Тримається під камінням, особливо вдень, прикріпившись до дна черевним присоском. Активніша у сутінках, особливо молоді особини. Періодично відбувається линяння риб: заміна старої шкіри новою. Нерест порційний, у прибережній смузі, майже біля урізу води, на глибині 0,5-1,5 м, на кам'янистих розсипах, проходить з кінця травня до кінця липня, при температурі води 17-19,5°С. Плідники завдовжки 5,8-6 см. Плодючість 200–400 ікринок. Нерестовим субстратом служить нижня поверхня каменю у гнізді, що влаштоване й охороняється самцем. У бухті Омега личинки відмічались з травня по серпень, частіше у товщі води, ніж біля дна. Підростаючи, молодь опускається на дно, живиться мікроскопічними безхребетними, дорослі — ракоподібними і червами.

## Значення
Промислового значення не має, занесена до Червоної книги України.